# パブロ・チャバリア
パブロ・アレハンドロ・チャバリア（Pablo Alejandro Chavarría、1988年1月2日 - ）は、アルゼンチン・ラス・ペルディセス出身のサッカー選手。マラガCF所属。ポジションはFW。

## クラブ経歴
CAベルグラーノにてプロキャリアをスタートさせ、デビュー2シーズン目にはリーグ戦5得点10アシストを記録した。
2010年4月、ベルギーのRSCアンデルレヒトがチャバリア獲得に興味を示していると報じられた。報道から約2か月後の2010年6月29日、アンデルレヒトと4年契約を交わした。しかし、アンデルレヒトでは出場機会を得られず、国内のKASオイペンやKVコルトレイクにレンタルされた。
2013年7月13日、リーグ・ドゥのRCランスに3年契約で移籍した。RCランスでのスタートは順調なものになり、開幕から10試合で6ゴールを挙げた。その後、多少負傷により調子を崩したが、最終的にはリーグ戦10ゴールを挙げてクラブのリーグ・アン昇格に貢献した。自身初の5大リーグ挑戦となった2014-15シーズンは7得点を記録したものの、クラブは1年で2部に降格した。
2016年7月8日、スタッド・ランスと2年契約を結んだ。
2019年7月25日、ラ・リーガのRCDマヨルカにフリーで移籍し、2年契約を交わした。翌年9月15日、シーズン15試合無得点に終わったことでマヨルカとの契約を解除した。契約解除後すぐにマラガCFに加入した。

## 人物
イタリアの流れを組む。2012年5月、以前より交際していたガールフレンド、ジセルとの間に長男を設けた。名前はバティスタ。2014年6月7日に結婚した。